# 霜星寮
北海道大学霜星寮(ほっかいどうだいがくそうせいりょう)は北海道大学の女子学生専用の学生寄宿舎である。

## 概要
北海道大学における女子学生寮は1953年に札幌市北区北6条西13丁目にあった高砂香料株式会社の社員寮を借り受けたものが最初である。その後、1984年に学部生向けの寮である北学寮があった札幌市北区北14条西2丁目に建て替えられ「霜星寮」と名付けられて開設された。鉄筋四階建ての建物であり、個室のほか、補食談話室、共通談話室などが設けられている。1994年には北大当局の学生部による学生寮の収容定員枠の見直しがあり、当時男子学生寮であった恵迪寮の学生と霜星寮の学生との話し合いのもと、恵迪寮にも女子学生を入寮させることが決まり、霜星寮から一部の学生が移った。

### 定員
日本人学生（大学院生含む）と外国人留学生別に定員がある。
- 日本人学生女子：64名
- 外国人留学生女子：21名

### 居室
個室（洋室）であり、日本人学生向けの居室は9.1平方メートル、外国人留学生向けの居室は9.9平方メートルである。

## 所在地
北海道札幌市北区北14条西2丁目1番10号